# ウエアハウス
ウエアハウス (Warehouse) は、ウエアハウス・カンパニーが展開するアメリカンカジュアルブランドの一つ。

## 概要
ウエアハウスは、1995年に誕生した「ヴィンテージ古着の忠実な復刻」をテーマとするブランドである。一着一着のヴィンテージ・古着を徹底的に研究し、復刻という形で様々なワークウェアを生産・販売している。デッドストックの風合いを出すために、デニムに酸化剤を用いた酸化デニムを使ったジーンズが有名である。また、「リー・ジャパン (Lee Japan) 」とのコラボレーションレーベルである「リー･アーカイブス (Lee Archives) 」や「リー・ホワイトレーベル (Lee White Label) 」では、多くの Lee 製品の復刻や生産を行っている。ウエアハウス・カンパニーでは、その他にも別レーベルでブランド展開している。

## ダブルワークス
ダブルワークス (Dubbleworks) は、「気軽に着ることのできるスタンダードなアメリカン・デイリーカジュアル」をテーマに、ウエアハウス・カンパニーから誕生したブランド。ヴィンテージと同様の素材を用いながらも、シルエットは現代の流行に合わせた衣類を生産していたが、2012年に取引先の三恵メリヤスにブランドを譲渡している。

## ヘラーズカフェ
ヘラーズカフェ (Heller's Cafe) は、アメリカのヴィンテージウェアを知るラリー・マッコインとウエアハウスのコラボレーションブランド。19世紀のアメリカのヴィンテージクロージングを研究し、復刻しているブランドである。

## ダックディガー
ダックディガー (Duck Digger) は、古着として見つかったダック生地のワークパンツから始まったブランド。このパンツの縫製仕様にウエアハウスは魅力を感じ、「もしもこのパンツを作った人が、後世に至るまでものづくりを続けていたら…」という仮説のもと、誕生したブランドである。ダック生地のワークパンツから始まったことと、その当時、ゴールドラッシュで成功した人を「ゴールドディガー」と呼んでいたことから「ダックディガー」と名付けられた。

## OEM
ウエアハウスは創業時より同業他社に積極的にジーンズのOEM供給を行っており、これまでにフラットヘッド、スカルジーンズ、グリーム、ウエストライド、フェローズ、等の生産を請け負って来た。しかし、度重なる納期遅れのトラブルから現在では請け負っていないが、2014年4月からエヴィスジーンズのOEM生産を請け負う事になった。